# Joryma sawayah
Joryma sawayah är en kräftdjursart som beskrevs av Bowman och Tareen 1983. Joryma sawayah ingår i släktet Joryma och familjen Cymothoidae. Inga underarter finns listade i Catalogue of Life.